# お家をさがそう
『お家をさがそう』（おうちをさがそう、原題: Away We Go）は、サム・メンデス監督による2009年のアメリカ合衆国の映画。日本では「監督主義プロジェクト」の第3弾として2011年3月19日に公開された。

## あらすじ
コロラド州で同棲生活を送るバートとヴェローナのカップルにあるとき子供ができるが、二人は30代半ばにして生活基盤が固まっていなかった。そこで彼らは将来の新居を構えるため、アメリカ中で家を探す旅に出かける。

## キャスト
- バート: ジョン・クラシンスキー
- ヴェローナ: マーヤ・ルドルフ
- ジェフ・ダニエルズ
- マギー・ジレンホール
- アリソン・ジャネイ
- クリス・メッシーナ
- キャサリン・オハラ
- ポール・シュナイダー
- カルメン・イジョゴ
- ジム・ガフィガン
- ジョシュ・ハミルトン
- メラニー・リンスキー

## ノミネート
| 賞                             | 部門                       | 候補                                     | 結果       |
| ------------------------------ | -------------------------- | ---------------------------------------- | ---------- |
| ブラック・リール賞             | 主演女優賞                 | マーヤ・ルドルフ                         | ノミネート |
| シカゴ映画批評家協会賞         | 主演女優賞                 | マーヤ・ルドルフ                         | ノミネート |
| シカゴ映画批評家協会賞         | オリジナル脚本賞           | デイヴ・エッガース、ヴェンデラ・ヴィーダ | ノミネート |
| ティーン・チョイス・アワード   | サマー・ムービー賞（恋愛） |                                          | ノミネート |
| ワシントンD.C.映画批評家協会賞 | 主演女優賞                 | マーヤ・ルドルフ                         | ノミネート |